# Cot Teubee
Cot Teubee is een bestuurslaag in het regentschap Bireuen van de provincie Atjeh, Indonesië. Cot Teubee telt 315 inwoners (volkstelling 2010).